# Mileewa camilla
Mileewa camilla är en insektsart som beskrevs av Rauno E. Linnavuori 1969. Mileewa camilla ingår i släktet Mileewa och familjen dvärgstritar. Inga underarter finns listade i Catalogue of Life.